# Sauros
Dans la mythologie grecque, Sauros (en grec ancien Σαυρος) est un brigand tué par Héraclès.
Son mythe ne nous est connu que par Pausanias : il était actif dans la région du fleuve Érymanthe, qui séparait l'Élide et l'Arcadie, où il dépouillait les voyageurs. Héraclès le tue lors de son passage dans cette région (pour la capture du sanglier d'Érymanthe). La tombe de Sauros ainsi qu'un temple dédié au héros pouvaient être vus près du fleuve, au lieu-dit du « Rocher de Sauros ».
Théophraste évoque aussi une « source de Sauros » en Crète, près de la grotte de Zeus sur le mont Ida, mais il ne semble pas y avoir de rapport avec le brigand.